# آدریان اورز
آدریان اورز (انگلیسی: Adrian Owers؛ زادهٔ ۲۶ فوریهٔ ۱۹۶۵) بازیکن فوتبال اهل بریتانیا است.
از باشگاه‌هایی که در آن بازی کرده‌است می‌توان به باشگاه فوتبال گیلینگام، باشگاه فوتبال ساوتند یونایتد، باشگاه فوتبال چلمزفورد سیتی، باشگاه فوتبال داگنم و ردبریج، و باشگاه فوتبال برایتون اند هوو آلبیون اشاره کرد.